# Jared Diamond
Jared M. Diamond (ur. 10 września 1937 w Bostonie) – amerykański biolog ewolucyjny, fizjolog, biogeograf i wykładowca. Znany jako autor książek o tematyce łączącej antropologię, biologię i historię. Zdobył Nagrodę Pulitzera oraz Phi Beta Kappa Award in Science w 1998 za książkę Strzelby, zarazki, maszyny. Otrzymał również National Medal of Science w 1999. Obecnie jest profesorem geografii i fizjologii na Uniwersytecie Kalifornijskim w Los Angeles (UCLA).

## Życiorys
Urodził się w Bostonie w rodzinie pochodzenia żydowskiego. Jego ojciec Louis Diamond (1902–1999) pochodził z Kiszyniowa w dawnej Besarabii, był znanym lekarzem, określany był „ojcem hematologii dziecięcej”. W 1930 zidentyfikował talasemię, a później zespół Shwachmana-Diamonda. Matka Flora Kaplan (–1998) była nauczycielką muzyki i lingwistką. Uczęszczał do Roxbury Latin School. W 1958 otrzymał bakalaureat na Harvard College, a w 1961 doktorat w dziedzinie fizjologii i biofizyki na Cambridge University. W 1962 wrócił na Harvard, gdzie pozostawał do 1966. W 1966 został profesorem fizjologii na UCLA Medical School. Równolegle, przed trzydziestką, rozwijał drugą specjalizację zajmując się ekologią i ewolucją ptaków Nowej Gwinei i odbył wiele podróży na okoliczne wyspy. Po pięćdziesiątce zajmuje się głównie się historią środowiska naturalnego i wpływem środowiska na zdrowie.
Jego żona, Maria (z domu Marie Nabel Cohen) jest wnuczką Edwarda Wernera, w 1934 wiceministra skarbu II Rzeczypospolitej.
Zna wiele języków. W kolejności poznawania są to: angielski, łacina, francuski, grecki, niemiecki, hiszpański, rosyjski, fiński, dwa z Nowej Gwinei (fore oraz kreolski tok pisin), indonezyjski i włoski.

## Działalność
Współpracuje z czasopismami naukowymi, m.in. z „Science”, „Nature” oraz magazynami popularnonaukowymi takimi jak „Discover” i „Natural History”. Jest autorem kilku książek popularnonaukowych łączących antropologię, archeologię, biologię, ekologię, lingwistykę, genetykę i historię. Z powodu tego zróżnicowania (od konstrukcji maszyny do pisania po feudalną Japonię) i olbrzymiego dorobku Mark Ridley żartobliwie zasugerował, że Jared Diamond nie jest pojedynczą osobą, ale całym komitetem.
- Trzeci szympans (1992) – Pierwsza książka popularnonaukowa Diamonda. Jej głównym tematem jest sukces ewolucyjny człowieka i zagrożenia, wobec których stoimy.
- Dlaczego lubimy seks? (1997) – Drugą – zadedykowaną żonie – poświęcił specyfice ludzkiej seksualności.
- Strzelby, zarazki, maszyny (1997) – Najbardziej znana z nich. Dowodzi, że największe problemy naszych czasów są dziedzictwem przemian z wczesnej epoki nowożytnej, kiedy bardziej rozwinięte technologicznie cywilizacje zdominowały resztę świata. Wyjaśnia, dlaczego to właśnie euroazjatyckie kultury dokonały tego przełomu, jednocześnie odrzucając wszystkie twierdzenia o ich intelektualnej, genetycznej lub moralnej przewadze. Różnice w poziomie rozwoju technicznego i społecznego nie wynikają z różnic kulturowych, czy rasowych, ich przyczyną są różnice środowiska: ukształtowanie geograficzne, flora i fauna, klimat, zasoby naturalne. Tezy te uzasadnia wieloma przykładami. Określa główne procesy i czynniki rozwoju cywilizacyjnego obecne w Eurazji, od początków istnienia rodzaju ludzkiego w Afryce do czasów rozwoju rolnictwa i techniki.
- Upadek (2005) – Omawia istniejące w przeszłości cywilizacje i jest próbą określenia przyczyn ich zagłady lub poważnych kryzysów, z których podźwignęły się z wielkimi stratami. Diamond uważa, że obecnie ludzkość może wiele się nauczyć analizując te przyczyny. Podobnie jak w poprzedniej książce za decydujące uważa czynniki środowiskowe. Szczególną uwagę przykłada do analizy osadnictwa wikińskiego na Grenlandii, które zanikło kiedy klimat się oziębił, podczas kiedy pobliskie kultury Inuitów przetrwały. Zajmuje się także upadkiem kultur Majów, Anasazi i kultury Wyspy Wielkanocnej. Wylicza pięć czynników, które najczęściej przyczyniają się do powstania sytuacji kryzysowej, ale udowadnia, że istnieje jeden, wspólny dla wszystkich przytoczonych przykładów – jest to złe zarządzanie zasobami środowiska naturalnego. Popiera to pozytywnymi przykładami dobrego zarządzania, które przyczyniło się do dobrobytu i rozwoju, takimi jak Tikopia (wyspa na Pacyfiku) i Japonia za czasów siogunatu Tokugawy. Diamond dystansuje się od zarzutów o „determinizm ekologiczny i środowiskowy”, z jakimi spotkały się „Strzelby, zarazki, maszyny”. Szczególnie wyraźne jest to w rozdziale porównującym Haiti i Dominikanę, dwa narody, które żyją na tej samej wyspie, ale zmierzają w zupełnie różnych kierunkach, głównie z powodu różnic historycznych, kulturowych i politycznych.